# Franz Spiegelhalter

Franz Spiegelhalter: Kanzel in St. Urban, Freiburg-Herdern

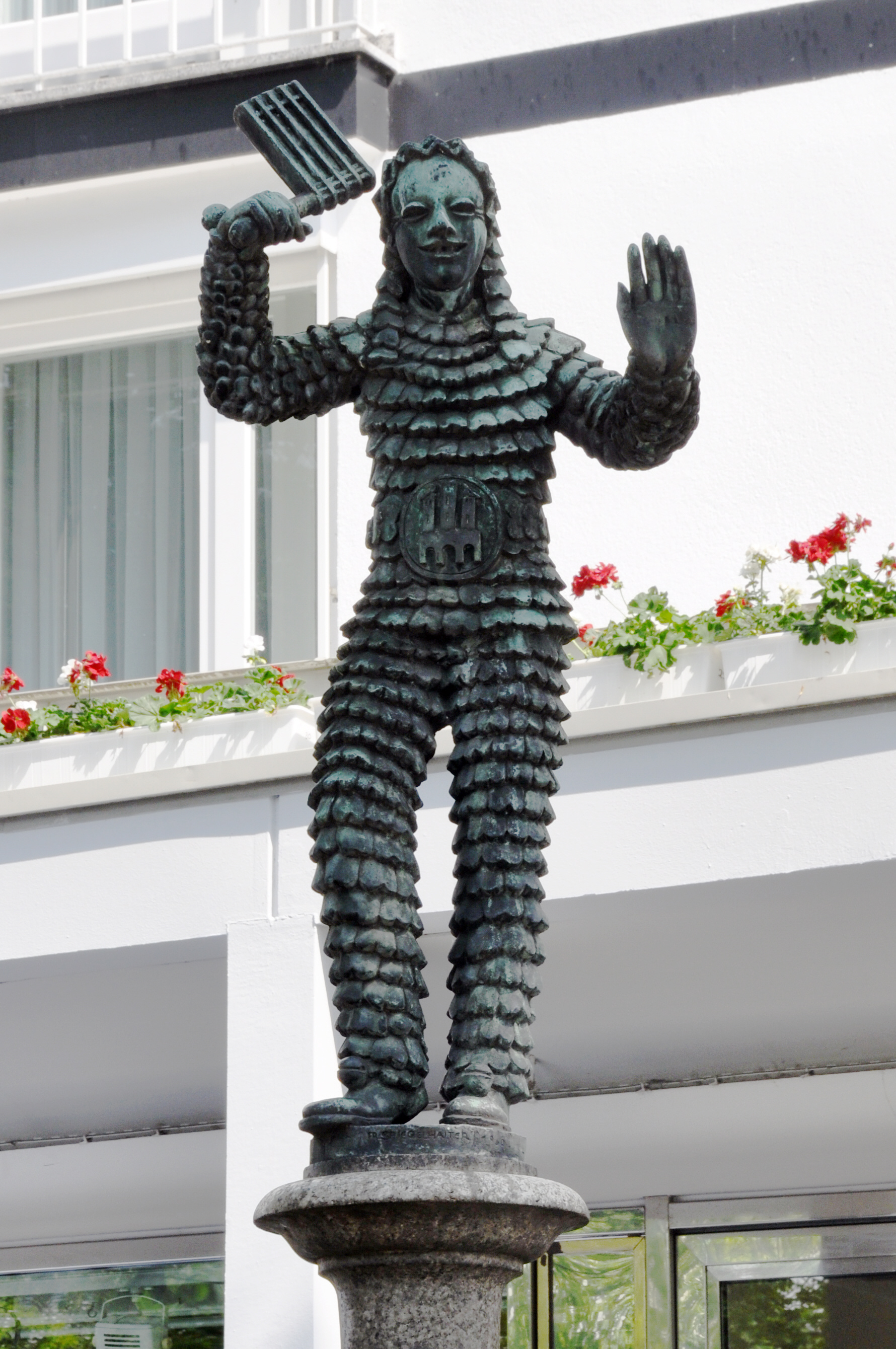
Franz Spiegelhalter: Figur vom Flecklehäs-Brunnen, Freiburg

Franz Spiegelhalter (* 10. November 1899 in Freiburg im Breisgau; † 16. Februar 1988 ebenda) war ein deutscher Holzbildhauer.
Ab dem Wintersemester 1929/30 studierte er an der Kunstakademie in München. Er schuf zahlreiche Skulpturen besonders in Freiburg und Baden sowie Masken für die Schwäbisch-alemannische Fastnacht.

## Werke
- 1936 Freiburg-Herdern, St. Urban, Kanzel
- 1936 Freiburg-Herdern, St. Urban, Krippe (seit 1970 in Missionsstation Kiripia, Papua-Neuguinea)[2]
- 1936 Freiburg, Maske der Freiburger Fasnetrufer
- 1936 Freiburg Maske der Herdermer Lalli
- 1936 Tuttlingen, Maske der Höllischen Feuerteufel[3]
- 1937 Freiburg, Maske der Miau-Zunft[4]
- 1938 Madonna für die Karlsruher Majolika-Manufaktur[5]
- 1948 Freiburg, Maske der Blaue Narre[6]
- 1954 Lörrach, St. Fridolin, Kriegergedächtniskapelle, Pietà
- 1958 Freiburg-Kappel, Bergmannsbrunnen vor dem Rathaus
- 1960 Helmstadt, St. Laurentius, Marienstatue
- 1961 Freiburg, Figur auf dem Flecklehäs-Brunnen vor dem Colombi Hotel
- 1985 Freiburg, Hubertusbrunnen vor dem Forstamt in der Günterstalstraße
- Freiburg, Holzbrunnen am Schwabentor
- Freiburg, Einmündung Habsburger-/Hauptstraße, steinernes Kreuz